# Manor Creek
Manor Creek és una població dels Estats Units a l'estat de Kentucky. Segons el cens del 2000 tenia 221 habitants.

## Demografia
Segons el cens del 2000, Manor Creek tenia 221 habitants, 80 habitatges, i 68 famílies. La densitat de població era de 1.422,1 habitants/km².
Dels 80 habitatges en un 38,8% hi vivien nens de menys de 18 anys, en un 73,8% hi vivien parelles casades, en un 10% dones solteres, i en un 15% no eren unitats familiars. En el 13,8% dels habitatges hi vivien persones soles el 5% de les quals corresponia a persones de 65 anys o més que vivien soles. El nombre mitjà de persones vivint en cada habitatge era de 2,76 i el nombre mitjà de persones que vivien en cada família era de 3,04.
Per edats la població es repartia de la següent manera: un 27,1% tenia menys de 18 anys, un 5,9% entre 18 i 24, un 26,7% entre 25 i 44, un 30,8% de 45 a 60 i un 9,5% 65 anys o més.
L'edat mediana era de 39 anys. Per cada 100 dones de 18 o més anys hi havia 85,1 homes.
La renda mediana per habitatge era de 76.198 $ i la renda mediana per família de 77.423 $. Els homes tenien una renda mediana de 56.458 $ mentre que les dones 36.500 $. La renda per capita de la població era de 33.057 $. Cap de les famílies estaven per davall del llindar de pobresa.

## Poblacions més properes
El següent diagrama mostra les poblacions més properes.